# Robert Alexander, Baron Alexander of Weedon
Robert Scott Alexander, Baron Alexander of Weedon (* 5. September 1936 in Newcastle-under-Lyme; † 6. November 2005) war ein britischer Barrister, Banker und Life Peer.

## Leben und Karriere

### Frühe Jahre
Alexanders Vater war Besitzer einer kleinen Tankstelle, seine Mutter besorgte dort die Buchhaltung. Beide Elternteile hatten die Schule frühzeitig verlassen. Alexander besuchte, nachdem die Familie nach Hove umgezogen war, das Brighton College und ging anschließend nach Cambridge ans  King’s College, wo er sich für Englische Literatur einschrieb. Nach zwei Jahren brach er dieses Studium jedoch ab und belegte stattdessen das Fach Jura, womit er einem Vorschlag seines Vaters folgte. Zunächst strebte er den Beruf eines Solicitors an, sein Tutor Kenneth Polack überzeugte ihn jedoch, eine Karriere als Barrister einzuschlagen.
Alexander erhielt ein Stipendium des Middle Temple, außerdem arbeitete er bei der Tageszeitung The Times als Korrektor für Gerichtsreportagen um sich das Studium finanzieren zu können. Seine Zulassung zum Barrister erhielt er 1961.

### Karriere als Barrister
Alexander arbeitete zunächst im Gerichtsbezirk Western Circuit, wo Eustace Roskill auf ihn aufmerksam wurde, der ihn 1966 zurück nach London holte. Dort wirkte er in den Brick Court Chambers, die sich in den 1970er und 1980er Jahren zu einer der angesehensten Anwaltskammern des Vereinigten Königreichs entwickelte. Zu Alexanders Kollegen zählten Nicholas Phillips, Nicholas Lyell und Jonathan Sumption. 1973 erfolgte seine Ernennung zum Queen’s Counsel, 1979 wurde er Bencher, also Mitglied des Vorstandes des Middle Temple.
Alexander zeigte sich vor Gericht stets sehr gut vorbereitet. Zudem trug seine Größe von annähernd zwei Metern dazu bei, ihn vor Gericht zu einer imposanten Erscheinung werden zu lassen. Von der Presse erhielt er aufgrund der Stringenz seiner Argumentationen den Spitznamen The Welded Rail, zu deutsch Die geschweißte Schiene. Sein Zeitgenosse Lord Denning nannte ihn den besten Barrister seiner Generation.
Von 1985 bis 1986 war er Vorsitzender des Bar Council, der Gewerkschaft der Barrister in Großbritannien. Dort bemühte er sich in besonderem Maße um die Öffentlichkeitsarbeit. So engagierte er erstmals eine PR-Firma für das Bar Council und richtete ein Pressebüro ein. Von 1987 bis 1989 leitete er das Panel on Takeovers and Mergers, eine regulierende Behörde, die die faire Behandlung aller Beteiligten bei Firmenübernahmen und -zusammenschlüssen überwacht. Seine Arbeit dort wird allgemein als sehr erfolgreich angesehen; er nahm der Institution den Ruf der Ineffektivität und brachte neue Ruhe in den britischen Übernahmemarkt.

#### Bedeutende Gerichtsfälle
Alexander trat in seiner Funktion als Barrister in zahlreichen Gerichtsprozessen auf, die ein breites Medienecho fanden.
- 1978 vertrat er Kerry Packer bei dessen Klage gegen das International Cricket Council und das Test and County Cricket Board (TCCB). Der Weltverband wollte Cricketspieler, die in Packers neugegründeter World Series Cricket in Australien antraten, für alle Testspiele sperren. Das Gericht sah darin eine unzulässige Einschränkung der Spielerwechsel.[3]
- 1984 vertrat er die Regierung unter Margaret Thatcher gegen die Gewerkschaften des öffentlichen Dienstes. Diese wollten gegen das Verbot von Gewerkschaften im Nachrichtenzentrum des GCHQ in Cheltenham angehen, scheiterten jedoch unter anderem an Alexanders Verteidigung.[3]
- 1985 vertrat er den Cricketspieler Ian Botham gegen das TCCB. Botham klagte gegen seine zweimonatige Sperre, die er erhielt, nachdem er in einer Zeitung zugegeben hatte, Crack geraucht zu haben. Die Sperre wurde aufrechterhalten.[3]
- 1987 vertrat er Jeffrey Archer bei dessen Verleumdungsklage gegen die Boulevardzeitung Daily Star, welche diesem ein Verhältnis mit einer Prostituierten unterstellte. Alexander erzielte für Archer eine Entschädigungssumme von 500.000 Pfund. Später stellte sich allerdings heraus, dass Archer während des gesamten Prozesses gelogen hatte.[6]
- Ebenfalls 1987 vertrat er die britische Regierung, als sie die britischen Medien daran hindern wollte, Einzelheiten aus der Autobiografie des ehemaligen MI5-Officers Peter Wright zu veröffentlichen. Da zu dem Zeitpunkt jedoch weltweit schon über eine Million Kopien des Buches verkauft worden waren, argumentierte der Richter, dass ein eventueller Schaden für die nationale Sicherheit ohnehin nicht mehr abzuwenden sei.[3]

### Weitere Ämter
1988 wurde Alexander zum Life Peer ernannt. Er trug seitdem offiziell den Titel Baron Alexander of Weedon, of Newcastle-under-Lyme in the County of Stafford und nahm für die Conservative Party einen Sitz im House of Lords ein. Dort trat er insbesondere durch seine vehemente Opposition zum Irakkrieg hervor, den er als nicht gerechtfertigt ansah. 1989 wurde er als Nachfolger von Tom Boardman, Baron Boardman Vorsitzender der National Westminster Bank. Diesen Posten behielt er bis 1999. Obgleich er die Bank durch einige finanzielle Schwierigkeiten leitete, wird seine Zeit dort allgemein eher als weniger erfolgreich bewertet. Insbesondere sein arroganter Führungsstil wurde ihm zum Vorwurf gemacht.
Von 1987 bis zum Sommer 1993 diente er der National Gallery als Treuhänder; weiterhin war er von 1990 bis zum Sommer 2005 einer von vier Treuhändern der Wochenzeitschrift The Economist und von 2000 bis 2001 Präsident des Marylebone Cricket Club, anschließend bis 2004 Vorsitzender.
1999 wurde er Kanzler der University of Exeter, im Jahr darauf übernahm er zudem den Vorsitz der Royal Shakespeare Company.
Alexander war insgesamt dreimal verheiratet und hatte vier Kinder.